# Marcus Favonius
Marcus Favonius (né vers 90 av. J.-C. à Terracina, exécuté en 42 av. J.-C.) est un sénateur romain de la fin de la République romaine. Il est connu pour être l'émule de Caton le Jeune et être un adepte de la philosophie cynique.

## Biographie

### Naissance
Favonius est né vers l'an 90 av. J.-C. à Terracina, une colonie romaine de la voie Appienne au bord des monts Aurunces.

### Opposant au premier triumvirat
Favonius est un membre patricien de l'aristocratie romaine. Dans une lettre à César (Ad Caesarem senem de re publica oratio), traditionnellement attribuée à Salluste mais probablement du rhéteur Marcus Porcius Latro, l'auteur critique fortement Marcus Calpurnius Bibulus et Lucius Domitius Ahenobarbus,

« Il en est un cependant, Caton, dont l'esprit fin, disert, adroit, ne me paraît pas à mépriser [...] Tout le reste de cette faction se compose de nobles sans caractères, et qui, semblables à des statues, ne donnent à leur parti d'autre appui que leur nom. Lucius Postumius et Marcus Favonius me semblent des fardeaux superflus dans un grand navire : s'il arrive à bon port, on en tire quelque parti ; mais, au premier orage, c'est d'eux qu'on se défait d'abord, comme de ce qu'il y a de moins précieux. »

— Pseudo-Salluste, Ad Caesarem senem de re publica oratio, lettre I, 9 - traduction Charles Durosoir, 1865.
Comme Caton le Jeune, Favonius s'oppose à la corruption d'un grand nombre de leaders politiques à Rome en général et en particulier à la montée en puissance du premier triumvirat. Quand Jules César revient de sa propréture en Bétique en 60 et se fait élire pour l'année 59 au consulat, il s'allie à Pompée et à Crassus.
À la suite d'un incident dans lequel Caton empêche César de pouvoir célébrer son triomphe et être candidat au consulat par une tactique de l'obstruction systématique, et après que Caton et Bibulus sont agressés par les partisans de César, le parti de César demande deux choses au Sénat : d'abord, qu'il approuve une loi concernant la répartition des terres et, ensuite, que tous les sénateurs prêtent serment de respecter la loi. Selon Plutarque, de très lourdes peines sont prononcées contre ceux qui refuseraient le serment, ce qui signifie dans ce cas l'exil.
Un parti mené par Cicéron, Lucullus et Bibulus, à qui Caton et Favonius s'allient, s'oppose à ces mesures. Cicéron s'attaque à la loi agraire, mais les triumvirs le remettent à l'ordre, Pompée lui fait rappeler la protection qu'il lui doit. Cicéron est contraint de prendre la défense des triumvirs et tente de convaincre Caton de lever son opposition. Plutarque précise ensuite que,

« Caton, dit-on, amolli par ces discours et par les prières dont on les appuie, soit chez lui, soit sur la place publique, se laisse forcer avec bien de la peine à aller faire ce serment ; et, à l'exception de Favonius, un de ses intimes amis, il s'y présente le dernier. »

— Plutarque, Vies parallèles des hommes illustres, Caton le Jeune, 32 - traduction Ricard 1844, revu et corrigé par Philippe Remacle [lire en ligne].
Alors que Caton est envoyé à dessein à Chypre, les triumvirs font passer un certain nombre de lois, conviennent que Pompée et Crassus soient consuls pour l'année 55 et que César soit prorogé en Gaule.

« Favonius, imitateur zélé de Caton, tente de s'opposer à ces décrets ; et, voyant que ses oppositions sont inutiles, il s'élance hors du Sénat et va dans l'assemblée du peuple pour parler hautement contre ces lois ; mais il n'est écouté de personne ; les uns sont retenus par leur respect pour Pompée et pour Crassus ; le plus grand nombre veulent faire plaisir à César et se tiennent tranquilles, parce qu'ils ne vivent que des espérances qu'ils ont en lui. »

— Plutarque, Vies parallèles des hommes illustres, César, 24 - traduction de Ricard, 1844 [lire en ligne].

### Cursus honorum
Il est questeur puis sert probablement de légat en Sicile après sa questure.
Avec le soutien de Caton le Jeune, il est choisi édile en 53 ou en 52. Selon Plutarque,

« Favonius se met sur les rangs pour l'édilité, et est refusé. Caton, qui le favorisait, s'aperçoit que les tablettes des suffrages sont toutes écrites de la même main ; et, ayant fait reconnaître la fraude, il en appelle aux tribuns et rend ainsi l'élection nulle. Depuis, Favonius ayant été nommé édile, Caton partage avec lui toutes les fonctions de sa charge, et en particulier il règle au théâtre la dépense des jeux que célèbre Favonius. »

— Plutarque, Vies parallèles des hommes illustres, Caton le Jeune, 46 - traduction Ricard 1844, revu et corrigé par Philippe Remacle [lire en ligne].
Bien que de nombreux ouvrages de référence listent Favonius comme préteur en l'an 49, c'est un sujet à controverse qu'il ait été préteur dans la période comprise entre 52 et 48.

### Opposant d'Antoine
Après le décès de Julia, fille de César et épouse de Pompée, et la mort de Crassus à la bataille de Carrhes, le premier triumvirat se désagrège entre 54 et 50. Pompée se joint à l'opposition contre César et cela débouche sur la guerre civile entre César et Pompée. Pompée est tué peu après la bataille de Pharsale en 48 tandis que Caton le Jeune se suicide peu après la bataille de Thapsus en 46.
Bien que Favonius soit un opposant à César, à l'instar de Cicéron, il n'est pas invité par Brutus et Cassius à participer à la conjuration menant à l'assassinat de Jules César, sans doute parce qu'il a répondu à Brutus « qu'une guerre civile est bien plus funeste que la plus injuste monarchie ».
Favonius devient un adversaire des héritiers de César. Selon une lettre de Cicéron à Atticus du 8 juin 44, Favonius est présent lors d'une réunion des « Libérateurs » qui s'opposent au régime de Marc Antoine, où se trouvent aussi Cicéron, Brutus, Cassius, Porcia Catonis, Servilia Caepionis et Junia Tertia.

### Proscrit, emprisonné puis exécuté
Avec notamment Cicéron, son frère Quintus Tullius Cicero, leurs enfants, Favonius est proscrit par le second triumvirat en 43.
Il est emprisonné après qu'Antoine et Octavien défont les forces de Brutus et de Cassius aux batailles de Philippes en 42. Son emprisonnement a peu fait pour apaiser son comportement intempestif. Selon Suétone, « quand les autres captifs, et notamment Marcus Favonius, paraissent enchaînés, ils saluent respectueusement Antoine du nom d'imperator, et accablent Octavien des plus méprisantes railleries ». Cela fait suite apparemment au traitement brutal des prisonniers capturés à Philippes de la part d'Octavien.
Sur sa mort, Dion Cassius écrit :

« Parmi les personnages marquants qui ont exercé quelque magistrature, ou qui sont du nombre soit des meurtriers, soit de ceux dont la tête est encore mise à prix, la plupart se tuent eux-mêmes sur-le-champ, ou bien, comme Favonius, sont égorgés après avoir été faits prisonniers. »

— Dion Cassius, Histoire romaine, XLVII, 49 - traduction É. Gros, 1864.

## Portrait de Favonius

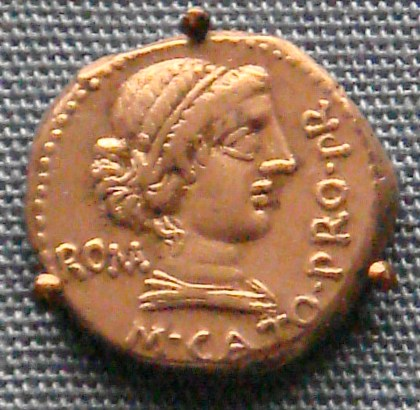
Denier d'argent de Caton le Jeune (vers 47--46).

### Émule de Caton
Dion Cassius, historien de l'époque sévérienne, écrit que Favonius imite Caton en tout et le prend pour modèle, alors que Plutarque, auteur de l'époque de Trajan, dit de lui que « sans être méchant, il croit, par une audace obstinée et souvent insultante, imiter la franchise de Caton », qu'il est un « partisan si zélé de Caton »  ou encore qu'il est « l'émule de Caton ». Suétone, contemporain de Plutarque, rapporte aussi que Favonius est « l'imitateur bien connu de Caton ».
Un exemple de son imitation du franc-parler de Caton, tout en étant plus rude et véhément que son modèle, a lieu en 49, lors d'un différend au Sénat. Pompée, quand des sénateurs le contestent pour le peu de troupes qu'il a immédiatement à disposition alors que Jules César se rapproche de l'Italie, répond avec un manque d'assurance que non seulement il a les deux légions que César lui a renvoyées, mais qu'il peut aussi lever promptement une armée de trente mille hommes. Ce à quoi Favonius « dit à Pompée de frapper du pied la terre pour en faire sortir les légions qu'il a promises. Pompée souffre avec douceur une raillerie si déplacée ». Ou encore, peu avant la bataille de Pharsale, « Favonius blesse Pompée autant par ses plaisanteries que les autres par une trop grande liberté ».
Malgré une « sorte d'impétuosité et de fureur », Favonius est capable d'actes d'humilité, comme pour Pompée quand il reçoit Déiotaros de Galatie à bord du navire,

« Favonius, voyant que Pompée, faute de domestiques, ôte lui-même ses habits pour se baigner, court à lui, le déshabille, le met dans le bain et le frotte d'huile. Depuis ce moment il ne cesse d'en avoir soin et de lui rendre tous les services qu'un esclave rend à son maître, jusqu'à lui laver les pieds et lui préparer ses repas. Quelqu'un, voyant avec quelle noblesse et quelle simplicité éloignée de toute affectation il s'acquitte de ce service, s'écrie : “Grands dieux ! comme tout sied aux âmes généreuses !”. »

— Plutarque, Vies parallèles des hommes illustres, Pompée, 68 - traduction Ricard 1844, revu et corrigé par Philippe Remacle [lire en ligne].

### Adepte de la philosophie cynique
Selon Plutarque, Favonius est connu parmi ses collègues de l'aristocratie romaine comme un cynique à cause de son franc-parler.
Un historien moderne écrivant sur la philosophie grecque l'étiquette comme étant un « début représentatif du type pseudo-cynique » qui n'a pu atteindre le cynisme idéal, peut-être inaccessible, des premiers partisans grecs de la doctrine, à l'image de Dion de Pruse un siècle plus tard.